# Rhinolophus cognatus
Rhinolophus cognatus is een zoogdier uit de familie van de hoefijzerneuzen (Rhinolophidae). De wetenschappelijke naam van de soort werd voor het eerst geldig gepubliceerd door K. Andersen in 1906.

## Voorkomen
De soort komt voor in India.